# 信用緩和
信用緩和（しんようかんわ、英: Credit Easing）とは、中央銀行が実施する量的金融緩和政策において、社債やコマーシャルペーパーなどのリスク資産を購入することにより、金融市場に介入する政策をいう。この名称はアメリカ合衆国の連邦準備制度（FRB）による呼び名であり、日本では質的緩和と呼ばれる。信用緩和は、取引が円滑に行われるようになったり、利子の低下や資産価格の上昇が期待できる。連邦準備制度はリーマン・ショック後に証券化商品を大量に買い取るという信用緩和を実施した。